# 킬데베르투스 2세
힐데베르트 2세(Childebert II, ? - 596년)는 메로빙거 왕조 출신 프랑크의 군주로 아우스트라시아와 부르군트의 분국왕이었다.
575년부터는 아우스트라시아의 왕, 592년부터는 부르군트의 왕이었다.
아우스트라시아의 왕 지게베르트 1세와 브룬힐트의 장남으로 태어났고, 575년 지게베르트 1세가 프레데군트가 보낸 자객에 의해 암살당하자 아우스트라시아의 왕으로 즉위했다.
즉위 초기에는 모후인 브룬힐트가 섭정하였다. 592년 숙부 군트람이 후사없이 사망하자 그 뒤를 이어 부르군트를 상속받았다. 사후 부르군트는 테오데리히 2세에게, 아우스트라시아는 테오데베르트 2세에게 각각 분할상속하였다.

## 가계
- 아버지 : 지게베르트 1세(Sigebert I)
- 어머니 : 브룬힐트
  - 누이 : 인군트 2세(Ingunda, Princess of Austrasia)
    - 매부 : 헤르메네길두스

  - 누이 : 클로도신드 2세(Clodoswintha, Princess of Austrasia)
    - 매부 : 레카르드 2세(Reccared I, 서고트의 왕)
- 왕후 :
  - 아들 : 테오데리히 2세(Theodoric II)
  - 아들 : 테오데베르트 2세(Theodebert II)
- 사촌 형제 : 메로베치(Merovech)
- 이복 삼촌 : 힐페리히 1세
- 이모 : 갈스빈트, 이모이자 이복 삼촌 힐페리히 1세의 계비

## 같이 보기
- 지게베르트 1세
- 브룬힐트
- 힐페리히 1세
- 군트람
- 군도발트